# Phosphate acétyltransférase
La phosphate acétyltransférase est une phosphotransférase répandue chez les bactéries et les archées, qui catalyse la réaction :
phosphate d'acétyle + coenzyme A  {\displaystyle \rightleftharpoons }  acétyl-CoA + phosphate.
Cette enzyme fonctionne également avec d'autres acyl-CoA à chaîne courte. Avec l'acétate kinase, elle intervient dans la méthanogenèse pour convertir l'acétate en acétyl-CoA.